# Quận Pope, Illinois
Quận Pope là một quận thuộc tiểu bang Illinois, Hoa Kỳ.
Quận này được đặt tên theo. Theo điều tra dân số của Cục điều tra dân số Hoa Kỳ năm 2000, quận có dân số người. Quận lỵ đóng ở.

## Địa lý
Theo Cục điều tra dân số Hoa Kỳ, quận có diện tích km2, trong đó có km2 là diện tích mặt nước.

## Thông tin nhân khẩu
Theo điều tra dân số 2 năm 2000, quận này đã có dân số 4.413 người, 1.769 hộ gia đình, và 1.220 gia đình sống trong quận hạt. Mật độ dân số là 12 người trên một dặm vuông (5/km ²). Có 2.351 đơn vị nhà ở mật độ trung bình của 6 trên một dặm vuông (2/km ²). Thành phần chủng tộc của cư dân sinh sống trong quận gồm 93,29% người da trắng, 3,76% da đen hay Mỹ gốc Phi, 0,79% người Mỹ bản xứ, 0,27% ở châu Á, 0,45% từ các chủng tộc khác, và 1,43% từ hai hoặc nhiều chủng tộc. 0,91% dân số là người Hispanic hay Latino thuộc một chủng tộc nào. 24,8% là của Mỹ, Đức 19,1%, 13,3% và 11,0% Ailen gốc tiếng Anh theo điều tra dân số năm 2000.
Có 1.769 hộ, trong đó 27,50% có trẻ em dưới 18 tuổi sống chung với họ, 57,80% là đôi vợ chồng sống với nhau, 7,60% có một chủ hộ nữ và không có chồng, và 31,00% là không lập gia đình. 27,90% hộ gia đình đã được tạo ra từ các cá nhân và 13,30% có người sống một mình65 tuổi hoặc cao hơn. Cỡ hộ trung bình là 2,33 và cỡ gia đình trung bình là 2,84.
Trong quận cơ cấu độ tuổi dân cư được trải ra với 21,50% dưới độ tuổi 18, 10,20% 18-24, 23,80% 25-44, 26,70% từ 45 đến 64, và 17,70% từ 65 tuổi trở lên người. Độ tuổi trung bình là 41 năm. Đối với mỗi 100 nữ có 102,60 nam giới. Đối với mỗi 100 nữ 18 tuổi trở lên, đã có 101,20 nam giới.
Thu nhập trung bình cho một hộ gia đình trong quận đạt mức USD 30.048, và thu nhập trung bình cho một gia đình là USD 37.860. Phái nam có thu nhập trung bình USD 33.717 so với 20.074 USD đối với phái nữ. Thu nhập bình quân đầu người là 16.440 USD. Có 9,80% gia đình và 18,20% dân số sống dưới mức nghèo khổ, bao gồm 21,40% những người dưới 18 tuổi và 8,40% của những người 65 tuổi hoặc cao hơn.